# Nursery Cryme
Nursery Cryme je třetí studiové album britské skupiny Genesis. Album vyšlo v listopadu 1971 pod značkou Charisma Records a jeho producentem byl John Anthony.

## Seznam skladeb
Autory všech skladeb jsou Tony Banks, Phil Collins, Peter Gabriel, Steve Hackett a Mike Rutherford.
| Strana 1 (LP) | Strana 1 (LP)                   | Strana 1 (LP) |
| Pořadí        | Název                           | Délka         |
| ------------- | ------------------------------- | ------------- |
| 1.            | The Musical Box                 | 10:24         |
| 2.            | For Absent Friends              | 1:44          |
| 3.            | The Return of the Giant Hogweed | 8:09          |

| Strana 2 (LP) | Strana 2 (LP)            | Strana 2 (LP) |
| Pořadí        | Název                    | Délka         |
| ------------- | ------------------------ | ------------- |
| 1.            | Seven Stones             | 5:08          |
| 2.            | Harold the Barrel        | 2:59          |
| 3.            | Harlequin                | 2:53          |
| 4.            | The Fountain of Salmacis | 7:54          |

## Obsazení
- Tony Banks – varhany, mellotron, klavír, elektrické piano, dvanáctistrunná kytara, zpěv
- Mike Rutherford – baskytara, basové pedály, dvanáctistrunná kytara, zpěv
- Peter Gabriel – zpěv, flétna, basový buben, tamburína
- Steve Hackett – elektrická kytara, dvanáctistrunná kytara
- Phil Collins – bicí, perkuse, zpěv